# Júnior (Fußballspieler, 1977)
Júnior (* 10. Oktober 1977 in Humberto de Campos, Maranhão; voller Name José Carlos de Jesus Júnior) ist ein ehemaliger brasilianischer Fußballspieler.

## Vereinskarriere
Júnior spielte in Brasilien bei Sampaio Corrêa FC, bevor er zum belgischen Klub FC Boom wechselte. Danach wechselte er zu Eendracht Aalst. Von dort ging er 1997 nach Deutschland zum 1. FC Kaiserslautern, wo er zunächst für den Amateurkader vorgesehen war. Aufgrund guter Leistungen wurde er erstmals in der Bundesliga am 10. Spieltag der Saison 1998/99 eingewechselt. Auch hier konnte er zunächst überzeugen, sodass er in der restlichen Spielzeit noch einige Spiele für den FCK absolvierte, meistens als Einwechselspieler. In derselben Saison wurde er auch dreimal in der  Champions League eingesetzt. In seiner letzten Saison bei den Roten Teufeln, 1999/2000, stand er auch im Profikader, kam aber zu keinem Profieinsatz mehr.
Nach der Saison erfolgte ein Wechsel in die 2. Liga zum 1. FC Nürnberg. Im ersten Jahr stieg Júnior mit den Franken auf, der Brasilianer kam aber nur sporadisch zum Einsatz. Dies änderte sich auch in der Bundesliga nicht, 2002 platzte ein Wechsel zum SV Waldhof Mannheim. Der eigentlich schon aussortierte Júnior erkämpfte sich in der Rückrunde 2002/03 noch mal einen Stammplatz, doch nach der Saison ging er nach Österreich zum FC Kärnten. Hier wurde er nach einem halben Jahr und 12 Spielen (kein Tor) aussortiert.
Nach einem halben Jahr Vereinslosigkeit unterschrieb er 2004 einen Vertrag bei Wacker Burghausen. Nach nur zwei Spielen in der 2. Bundesliga erlitt er das gleiche Schicksal wie schon mehrmals zuvor: Er wurde aus dem Profikader verbannt und spielte noch ein Jahr für die 2. Mannschaft des Vereins.

## Statistik
| Liga           | Spiele (Tore) |
| -------------- | ------------- |
| 1. Bundesliga  | 36 (04)       |
| 2. Bundesliga  | 15 (00)       |
| Regionalliga   | 80 (11)       |
| Bundesliga AUT | 12 (00)       |
| Europapokal    | 03 (00)       |

Hinzu kommen Spiele in Brasilien, Belgien und für die zweite Mannschaft des Wacker Burghausen.